# イブラヒム・ジャバディ
イブラヒム・ジャバディ (ペルシア語:  ابراهیم جوادی、ラテン表記:Ebrahim Javadi、1943年7月28日 - ) は、イランのレスリング選手。ミュンヘンオリンピックレスリングフリースタイル48キロ級の銅メダリスト。世界選手権4度優勝。2011年に国際レスリング連盟の殿堂入りに選出された。ガズヴィーン出身。

## 実績
- オリンピック
  - 1972年 ミュンヘン　金メダル
- 世界選手権
  - 優勝　1969年
  - 優勝　1970年
  - 優勝　1971年
  - 優勝　1973年
- アジア競技大会
  - 優勝　1970年
  - 優勝　1974年